# 74P/Смирновой — Черных
Комета Смирновой — Черных (74P/Smirnova-Chernykh) — короткопериодическая комета из типа Энке, которая была открыта 4 марта 1975 года советскими (впоследствии, российскими) астрономами Тамарой Смирновой и Николаем Черных в Крымской обсерватории на границе созвездий Льва и Рака, как диффузный объект 15 m звёздной величины. Обладает довольно коротким периодом обращения вокруг Солнца — всего чуть менее 8,5 лет.

Орбита кометы Смирновой — Черных его положение в Солнечной системе

Интересно, что как показал в начале 1980-х годов Сюити Накано, первоначально комета была сфотографирована ещё в 1967 году, но ошибочно классифицировано как астероид с временным обозначением 1967 EU.

## История наблюдений
В течение апреля яркость кометы слабо уменьшалась с 14,5 до 15,0 m, угловой размер комы кометы оценивался в 30 ' угловых минут. На фотографиях Элизабет Ремер была запечатлена внутренняя часть комы и ядро яркостью ~18m звёздной величины.
Первый вариант орбиты кометы был рассчитан и опубликован 15 апреля британском астрономом Брайаном Марсденом. Хотя, согласно расчётам, орбита была параболической, он, тем не менее, допускал, что данная комета может являться короткопериодической. Вскоре это предположение было подтверждено расчётами Г. Р. Кастель из института теоретической астрономии, которая оценила период обращения кометы в 8,49 и предсказала прохождение кометой своего перигелия 6 августа 1975 года.
В 1976 году после прохождения перигелия максимальная яркость кометы достигала 15,5 m. В ходе дальнейших наблюдений 1977 и 1978 годов яркость кометы снизилась незначительно. За последний год Марсден пересмотрел период кометы в сторону увеличения — до 8,53 года. В 1979 году комета была последний раз сфотографирована из обсерватории Ок-Ридж, когда её яркость опустилась до 19,0 m.
Позднее комета наблюдалась в момент прохождения перигелия в 1984 и 1992 годах и вновь сфотографирована в октябре 1996 года японским астрономом Акимаса Накамура в обсерватории Кумакоген вблизи точки афелия своей орбиты, когда её яркость опускалась до 18,1 m.
Комета принадлежит к группе так называемых квазихильдовых комет и находится в сильнейшем орбитальном резонансе 3:2 с планетой Юпитер, что приводит к частым, а главное чрезвычайно тесным сближениям с этой планетой.